# Eva Riera
Eva María Menéndez Riera (Gijón, 16 de maio de 1970 — Oviedo, 13 de fevereiro de 2011) foi uma competidora de nado sincronizado espanhola com naturalização brasileira. Competiu representando o Brasil nos Jogos Olímpicos de Verão de 1988, em Seul, na Coreia do Sul.

## Biografia
Nascida na Espanha e filha de uma família de cinco irmãos, mudou-se para o Brasil com três anos de idade. Durante a infância, começou a treinar nado sincronizado no Tijuca junto com a irmã, Esther.
Mudou-se para o Fluminense, onde formou dupla com Érika McDavid. 
Competiu no Campeonato Mundial de Esportes Aquáticos de 1986, na Espanha, na categoria por equipes. Nos Jogos Olímpicos de Verão de 1988, em Seul, esteve no dueto com Érika McDavid e ficou em 12º lugar. Na categoria solo, ficou em 31º lugar.
Voltou para a Espanha em 2005. Morreu em 13 de fevereiro de 2011, vítima de câncer de mama.